# Socialistische Partij van Slovenië
De Socialistische Partij van Slovenië (Sloveens: Socialistična stranka Slovenije) (afgekort tot SSS) was een op 9 juni 1990 opgerichte Sloveense politieke partij, die in 1994 opging in de Liberale Democratie van Slovenië.
De SSS was ontstaan uit de Socialistische Bond van het Arbeidende Volk van Slovenië (SZDL), die ontstaan uit het Sloveens Bevrijdingsfront, sinds 1963 een van de drie toegelaten  "maatschappelijk-politieke organisaties" in Slovenië was, samen met de Bond van de Socialistische Jeugd van Slovenië en de Bond van Communisten van Slovenië. Deze organisaties werden in 1989 in het kader van de democratisering (en legalisering van politieke partijen) in Slovenië van hun formele monopoliepositie en taken ontheven.
De SSS behaalde bij de eerste democratische verkiezingen voor het parlement in 1990 5,4% van de stemmen. De partij was  initiatiefnemer tot de volksraadpleging over de Sloveense soevereiniteit op 23 december 1990. Dit op 4 oktober 1990 gedane voorstel voor een volksraadpleging kan als het formele begin van de losmaking uit de Joegoslavische federatie gezien worden. Bij de verkiezingen van 1992 haalde de partij 2,75% van de uitgebrachte stemmen en miste daarmee de kiesdrempel.
Verkiezingsresultaten in parlementszetels: